# Ingegerd Råman
Ingegerd Råman, née en 1943 à Stockholm, est une designer suédoise qui vit et travaille à Stockholm. Elle travaille la céramique et le verre.

## Biographie
Née en 1943 à Stockholm, Ingegerd Råman suit les cours de la Konstfack de Stockholm de 1962 à 1968 et passe un an à l'Institut de la céramique de Faenza, en Italie, de 1965 à 1966.
En 1968, elle commence à créer des objets en verre pour l’entreprise Johansfors Glasbruk AB, jusqu’en 1972. Elle démissionne pour créer sa propre entreprise et y travailler la céramique.
A partir de 1981, elle travaille exclusivement pour la verrerie Skruf Glasbruck AB.
Depuis 1999, elle crée des produits pour la verrerie suédoise Orrefors tout en collaborant également avec la verrerie Skruf. Elle alterne des séries industrielles et des productions de verrerie d’art. Ponctuellement, elle crée des collections pour d’autres enseignes telles que IKEA.
Ingegerd Råman reçoit le titre de professeur honoraire du gouvernement suédois et en 1998 la médaille du Prince Eugène. Ses collections sont présentes dans plusieurs musées, tels le Victoria and Albert Museum de Londres, ou le Stedelijk Museum Amsterdam.

## Œuvre
Les œuvres d'Ingegerd Råman sont caractérisées par la transparence et la simplicité. L'aspect multifonctionnel joue un rôle important : le couvercle d'un pot peut être utilisé comme récipient pour boire, le pot seul comme vase. Son objet le plus célèbre, par exemple, est un bol dans lequel on peut aussi bien boire que manger. Il est en outre intéressant de noter que les produits peuvent être combinés entre eux, ils sont empilables et peuvent être démontés et remontés. Råman elle-même décrit sa méthode de travail ainsi :

« Les trois couleurs primaires de la terre - le rouge, le noir et le blanc - sont les plus importantes pour moi. Je travaille dans la tradition scandinave et je suis un potier purement fonctionnel [sic]. Mon art est la pièce fonctionnelle. Je fabrique mes propres émaux noirs avec des oxydes et j'essaie de mélanger le noir avec des nuances de couleur presque imperceptibles, des nuances qui donnent leur vie à mes récipients »

Elle travaille avec des formes réduites et épurées qu'elle fait évoluer au fil du temps. La fonction ainsi que l'expression esthétique sont étroitement liées, le point de départ de sa recherche formelle étant l'usage et les besoins humains.